# Jean-Baptiste d'Oultremont

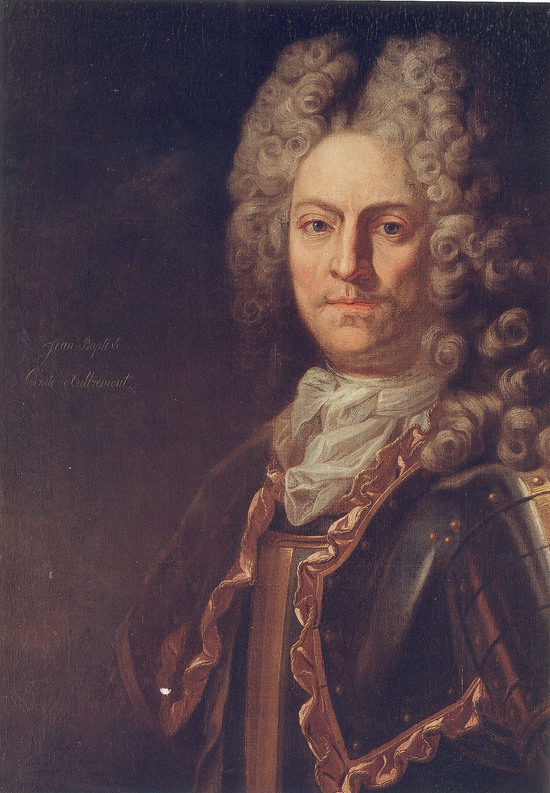

Jean-Baptiste d'Oultremont (Warnant, 28 april 1672 - Saint-Georges-sur-Meuse, 8 mei 1735) was een edelman in het prinsbisdom Luik. Hij was jarenlang groot-baljuw van Moha en één jaar burgemeester van Luik (1711). Hij was ook bestuurscommissaris van Maastricht.

## Levensloop

### Luiks edelman

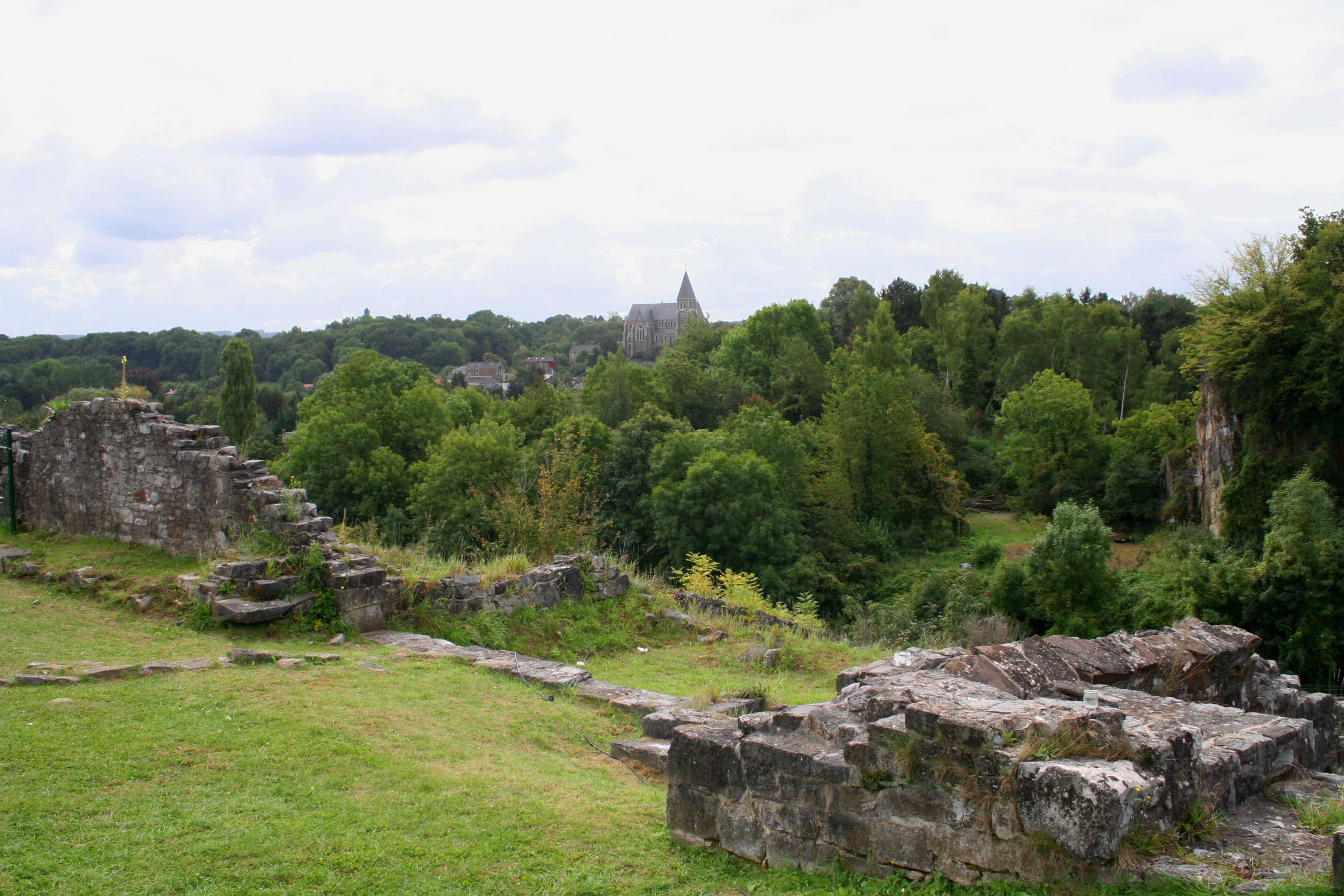
Moha in het Luikse land; hier was hij jarenlang groot-baljuw

Jean-Baptiste was de oudste zoon van Jean-Baptiste d'Oultremont (senior), baron van Han-sur-Lesse en van Marie-Henriette-Jacqueline de Berlaymont, dame van Thiribu van het adellijk Huis de Berlaymont. Hij werd geboren op het ouderlijk kasteel van Oultremont in Warnant, in het Luikse land. Bij de dood van zijn vader (1681) was Jean-Baptiste 9 jaar; hij erfde de titels van baron van Han-sur-Lesse, heer van Lamine en heer van Warnant. Via een andere erfenis verkreeg hij nog de titels van heer van Fosseroule en heer van Andenne.  
Op aansturen van een oom de Berlaymont, die tevens zijn pleegvader geworden was, studeerde Jean-Baptist rechten aan de universiteiten van Mainz, Leuven en Praag. Hij werd eind 17e eeuw benoemd tot groot-baljuw van Moha, in het Luikse land, in de buurt van Hoei. Hier combineerde hij gerechtelijke functies met deze van administratieve en militaire aard. Het groot-baljuwschap duidt op een groot district, groter dan het dorp Moha. 
In 1719 erfde hij van een verre neef d'Oultremont de adellijke titels van heer van Malaise, heer van Waret-l'Evêque, heer van Bovesse, alsook de functie van bestuurscommissaris van Maastricht. Hij erfde eveneens de proosdij van Hoei. Ondertussen zetelde Jean-Baptiste in de Staten van Luik op de bank van de edellieden (1697). Prins-bisschop Jozef Clemens van Beieren schonk hem in 1697 de titel van baron  en in 1704 de grafelijke titel. 
Vanaf 1715 werd hij toegelaten tot de Geheime raad van raadgevers van de prins-bisschop. In 1715 was dat bij Jozef Clemens van Beieren (1715-1723) en nadien bij George Lodewijk van Bergen (1724 tot zijn dood in 1735). Hij zou er zich steeds loyaal tonen ten opzichte van de prins-bisschoppen en hun Beierse connecties. In 1716 werd Jean-Baptiste met veel omhaal ontvangen in München, in de Sint-Pieterskerk.

### Luiks burgemeester
In 1711 werd Jean-Baptiste voor één jaar verkozen tot burgemeester van Luik, tezamen met zijn collega Guillaume de Sluze. Jean-Baptiste voerde urbanisatie-plannen uit in Luik. Zo liet hij een esplanade aanleggen, aan de Maas, in Saint-Léonard. Hij bouwde een drinkwaterpomp in de wijk Saint-Laurent, die zonder drinkwater leefde. Deze pomp droeg de wapenschilden van hemzelf en van de Sluze. Ook organiseerde hij de financiën voor een architect van het stadhuis van Luik; dit was kapot geschoten door de Fransen tijdens beschietingen in 1691. Deze werken vielen alle in de smaak bij de Luikenaars. Zij sloegen een gouden herdenkingsmedaille met zijn beeltenis om hem te bedanken. De munt droeg het opschrift: comte d'Oultremont, bon père des bourgeois (goede burgervader).

## Opvolging
Jean-Baptist was ongehuwd en had geen nakomelingen. 
In 1732 schreef hij in zijn testament dat zijn jongere broer Jean François d'Oultremont zijn erfgenaam was. Deze broer bekwam van keizer Karel VI de erfelijke titel van graaf d'Oultremont voor hemzelf, al zijn kinderen en nakomelingen (1731). Jean-Baptist overleed onverwacht, tijdens een bezoek aan zijn broer op diens kasteel van Warfusée in Saint-Georges-sur-Meuse (1735). Hij werd begraven in de kapel van het kasteel van Oultremont.